# یارومیریتسه ناد روکیتنوو
یارومیریتسه ناد روکیتنوو (به چکی: Jaroměřice nad Rokytnou) یک منطقهٔ مسکونی و شهرستان دارای شهرک سابقاً روستا در جمهوری چک است که در منطقه تربیچ واقع شده‌است.
 یارومیریتسه ناد روکیتنوو  ۴٬۲۵۸ نفر جمعیت دارد.